# Formule E 2014/2015
Sezóna 2014/15 závodů Formule E (oficiálním názvem 2014–15 FIA Formula E season) byla historicky první sezónou šampionátu Formule E pořádaného Mezinárodní automobilovou federací FIA, který je nejvyšším mistrovství v kategorii monopostů na elektrický pohon.
Sezóna se skládala ze 11 závodů od 13. září 2014 do 28. června 2015, účastnilo se jí 10 týmů a 35 jezdců.
Vítězem mezi jezdci se stal až v posledním závodě Brazilec Nelson Piquet Jr. se 144 body, který za sebou nechal o jediný bod Švýcara Sébastiena Buemiho a o dalších 10 bodů krajana Lucase di Grassiho. Mezi týmy získal s pohodlným náskokem historicky první titul tým e.dams-Renault.

## Monopost

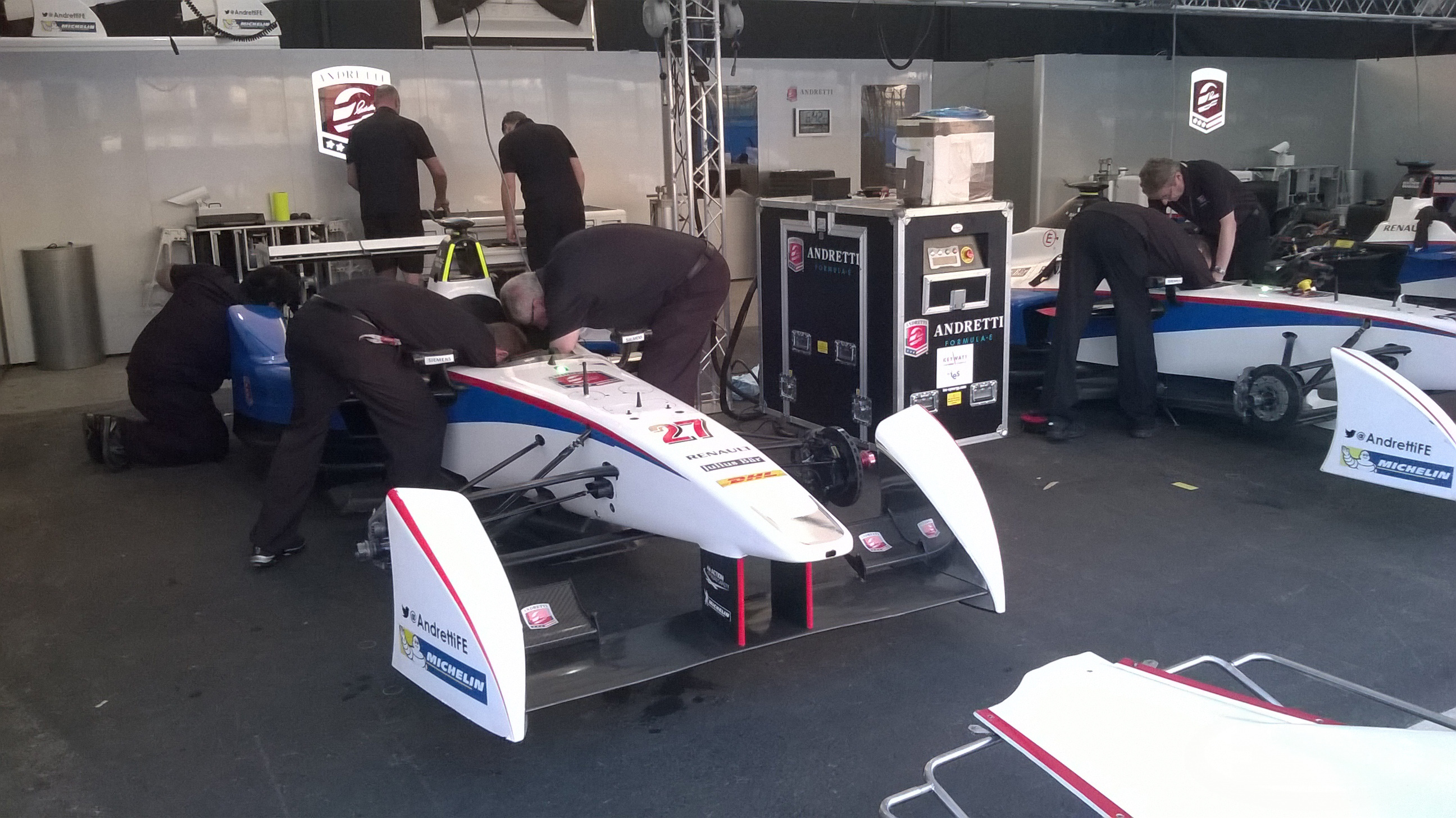
Spark-Renault SRT 01E v barvách týmu Andretti.

Pro start nového šampionátu obdržely všechny týmy stejný monopost Spark-Renault SRT 01E. Vyrobila jej firma Spark Racing Technology dle návrhů designerů firmy Dallara. Elektrický motor dodal McLaren ze svého supersportu McLaren P1, bateriový systém vyvinuli v Williams Grand Prix Engineering a pětistupňovou převodovku ve firmě Hewland. Dodavatelem pneumatik byl Michelin. Pro sezónu 2014/15 si FIA objednala 42 elektrických vozů.

## Týmy a jezdci
| Tým                | No.               | Jezdci                 | Podniky | Testovací jezdci |
| ------------------ | ----------------- | ---------------------- | ------- | ---------------- |
| Virgin Racing      | 2                 | Sam Bird               | Vše     |                  |
| Virgin Racing      | 3                 | Jaime Alguersuari      | 1–9     |                  |
| Virgin Racing      | 3                 | Fabio Leimer           | 10–11   |                  |
| Mahindra Racing    | 5                 | Karun Chandhok         | Vše     |                  |
| Mahindra Racing    | 21                | Bruno Senna            | Vše     |                  |
| Dragon Racing      | 6                 | Oriol Servià           | 1–4     |                  |
| Dragon Racing      | 6                 | Loïc Duval             | 5–11    |                  |
| Dragon Racing      | 7                 | Jérôme d'Ambrosio      | Vše     |                  |
| e.dams Renault     | 8                 | Nicolas Prost          | Vše     |                  |
| e.dams Renault     | 9                 | Sébastien Buemi        | Vše     |                  |
| Trulli GP          | 10                | Jarno Trulli           | Vše     |                  |
| Trulli GP          | 18                |                        |         |                  |
| Trulli GP          | Michela Cerruti   | 1–4                    |         |                  |
| Trulli GP          | Vitantonio Liuzzi | 5–9                    |         |                  |
| Trulli GP          | Alex Fontana      | 10–11                  |         |                  |
| Audi Sport ABT     | 11                | Lucas di Grassi        | Vše     |                  |
| Audi Sport ABT     | 66                | Daniel Abt             | Vše     |                  |
| Venturi Grand Prix | 23                | Nick Heidfeld          | Vše     |                  |
| Venturi Grand Prix | 30                | Stéphane Sarrazin      | Vše     |                  |
| Andretti Autosport | 27                | Franck Montagny        | 1–2     | Matthew Brabham  |
| Andretti Autosport | 27                | Jean-Éric Vergne       | 3–11    | Matthew Brabham  |
| Andretti Autosport | 28                | Charles Pic            | 1       | Matthew Brabham  |
| Andretti Autosport | 28                | Matthew Brabham        | 2–3     | Matthew Brabham  |
| Andretti Autosport | 28                | Marco Andretti         | 4       | Matthew Brabham  |
| Andretti Autosport | 28                | Scott Speed            | 5–8     | Matthew Brabham  |
| Andretti Autosport | 28                | Justin Wilson          | 9       | Matthew Brabham  |
| Andretti Autosport | 28                | Simona de Silvestro    | 10–11   | Matthew Brabham  |
| Amlin Aguri        | 55                | Takuma Sató            | 1       | Fabio Leimer     |
| Amlin Aguri        | 55                | António Félix da Costa | 2–9     | Fabio Leimer     |
| Amlin Aguri        | 55                | Sakon Jamamoto         | 10–11   | Fabio Leimer     |
| Amlin Aguri        | 77                | Katherine Legge        | 1–2     | Fabio Leimer     |
| Amlin Aguri        | 77                | Salvador Durán         | 3–11    | Fabio Leimer     |
| China Racing       | 88                | Tung Che-pin           | 1–2     | Antonio García   |
| China Racing       | 88                | Antonio García         | 3, 9    | Antonio García   |
| China Racing       | 88                | Charles Pic            | 5–8     | Antonio García   |
| China Racing       | 88                | Oliver Turvey          | 10–11   | Antonio García   |
| China Racing       | 99                | Nelson Piquet Jr.      | Vše     | Antonio García   |

## Průběh sezóny
Už první závod přinesl velké drama, když v poslední zatáčce posledního kola havaroval Nicolas Prost s Nickem Heidfeldem. Tento incident se stal ikonou první sezóny a i díky němu si pro historicky první výhru ve Formuli E dojel Brazilec Lucas di Grassi, hájící barvy týmu Audi Sport ABT. Ten si držel vedení v šampionátu jezdců až do Berlínské ePrix. Tam sice vyhrál, ale po závodě komisaři zjistili, že používal modifikované přední křídlo, tudíž byl diskvalifikován a celkové vedení převzal jeho krajan Nelson Piquet Jr. Další dva závody byly v režii trojice Piquet, Di Grassi a Buemi.
Poslední jmenovaný se titulu přiblížil nejvíc, když vyhrál první ze dvou závodů v Londýně a kvalifikoval se do posledního závodu na 6. místo. Jeho brazilští protivníci se kvůli zhoršujícím se podmínkám na trati nevešli ani do první desítky. Závod Švýcar kontroloval a i chvilku po pit stopech to vypadalo, že nakonec potřebnou pozici k titulu udrží. Jenže ještě totéž kolo udělal hodiny a předjel ho Burno Senna. Piquetovi se povedlo prokousat pořadím na osmou pozici. Ta mu zajišťovala titul, pokud by Buemi nepředjel pátého Sennu a málem se tak i nakonec v posledním kole závodu stalo, Senna však svoji pozici ubránil, a tak se stal Nelson Piquet Jr. prvním vítězem šampionátu Formule E.

## Kalendář závodů

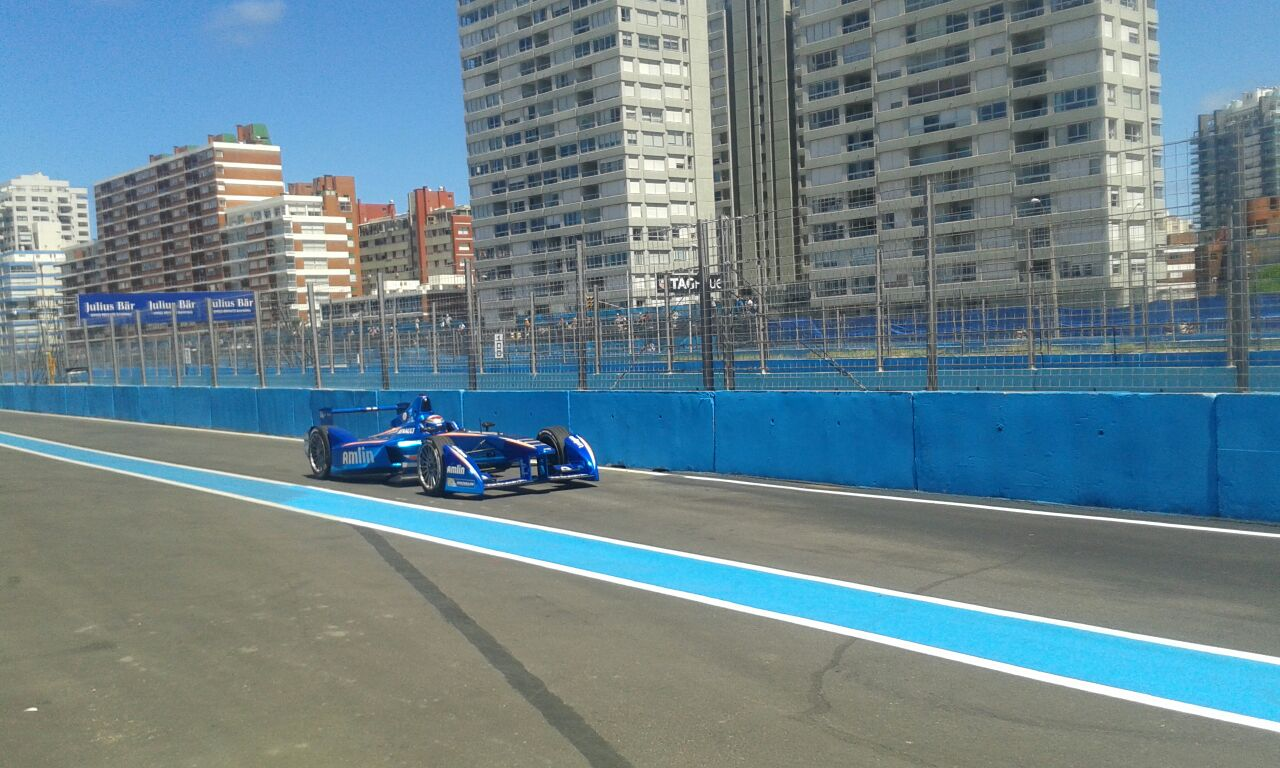
ePrix Punta del Este 2014.

Sezóna obsahovala 11 závodů mezi zářím 2014 a červnem 2015. Původní kalendář, schválený v prosinci 2013, měl jen 10 závodů. V dubnu 2014 vypadl závod v Rio de Janeiro, který již dříve nahradil závod v Hongkongu, a odsunul závody v Los Angeles na 4. dubna. Dne 22. května 2014 se rozhodli zastupitelé Los Angeles, že závod uspořádají na 40 kilometrů vzdáleném modifikovaném okruhu v Long Beach. Na původně plánovaných 10 závodů se kalendář opět rozrostl dne 3. února 2015, kdy byl oznámen závod v Moskvě s termínem 6. června. 19. února 2015 byla pak ohlášena poslední změna, a to přidání jednoho závodu navíc v Londýně.
| Závod | ePrix                 | Země                   | Trať                             | Datum              |
| ----- | --------------------- | ---------------------- | -------------------------------- | ------------------ |
| 1     | EPrix Pekingu         | Čína                   | Beijing Olympic Green Circuit    | 13. září 2014      |
| 2     | EPrix Putrajayi       | Malajsie               | Putrajaya Street Circuit         | 22. listopadu 2014 |
| 3     | ePrix Punta del Este  | Uruguay                | Punta del Este Street Circuit    | 13. prosince 2014  |
| 4     | ePrix Buenos Aires    | Argentina              | Puerto Madero Street Circuit     | 10. ledna 2015     |
| 5     | ePrix Miami           | Spojené státy americké | Biscayne Bay                     | 14. března 2015    |
| 6     | ePrix Long Beach      | Spojené státy americké | Long Beach Street Circuit        | 4. dubna 2015      |
| 7     | ePrix Monaka          | Monako                 | Circuit de Monaco                | 9. května 2015     |
| 8     | ePrix Berlína         | Německo                | Tempelhof Airport Street Circuit | 23. května 2015    |
| 9     | ePrix Moskvy          | Rusko                  | Moscow Street Circuit            | 30. května 2015    |
| 10    | ePrix Londýna závod 1 | Spojené království     | Battersea Park Circuit           | 27. června 2015    |
| 11    | ePrix Londýna závod 2 | Spojené království     | Battersea Park Circuit           | 28. června 2015    |

## Výsledky

### ePrix
| Závod | ePrix          | Pole position     | Nejrychlejší kolo | Vítězný jezdec         | Vítězný tým    | Výsledky |
| ----- | -------------- | ----------------- | ----------------- | ---------------------- | -------------- | -------- |
| 1     | Peking         | Nicolas Prost     | Takuma Sató       | Lucas di Grassi        | Audi Sport ABT | Výsledky |
| 2     | Putrajaya      | Nicolas Prost     | Jaime Alguersuari | Sam Bird               | Virgin Racing  | Výsledky |
| 3     | Punta del Este | Jean-Éric Vergne  | Daniel Abt        | Sébastien Buemi        | e.dams Renault | Výsledky |
| 4     | Buenos Aires   | Sébastien Buemi   | Sam Bird          | António Félix da Costa | Amlin Aguri    | Výsledky |
| 5     | Miami          | Jean-Éric Vergne  | Nelson Piquet Jr. | Nicolas Prost          | e.dams Renault | Výsledky |
| 6     | Long Beach     | Daniel Abt        | Nicolas Prost     | Nelson Piquet Jr.      | NEXTEV TCR     | Výsledky |
| 7     | Monako         | Sébastien Buemi   | Jean-Éric Vergne  | Sébastien Buemi        | e.dams Renault | Výsledky |
| 8     | Berlín         | Jarno Trulli      | Nelson Piquet Jr. | Jérôme d'Ambrosio      | Dragon Racing  | Výsledky |
| 9     | Moskva         | Jean-Éric Vergne  | Sébastien Buemi   | Nelson Piquet Jr.      | NEXTEV TCR     | Výsledky |
| 10    | Londýn         | Sébastien Buemi   | Lucas di Grassi   | Sébastien Buemi        | e.dams Renault | Výsledky |
| 11    | Londýn         | Stéphane Sarrazin | Sam Bird          | Sam Bird               | Virgin Racing  | Výsledky |

Poznámky
1. ↑  Nicolas Prost zajel nejrychlejší kolo v kvalifikaci a získal tak 3 body do pořadí jezdců, ale protože byl v předchozím závodě penalizován posunem o 10 míst na startovním roštu vzad za způsobení kolize s Nickem Heidfeldem, startoval až z 11. místa a na pole position stál Oriol Servià, druhý v kvalifikaci.'"`UNIQ--ref-00000020-QINU`"' '"`UNIQ--ref-00000021-QINU`"'
2. ↑  Sébastien Buemi zajel nejrychlejší čas, ale všechny jeho výsledky byly anulovány kvůli překročení povoleného výkonu.
3. ↑  Lucas di Grassi a tým Audi Sport Abt vyhráli závod, ale po něm byli diskvalifikováni, protože di Grassiho auto nesplňovalo technická pravidla.'"`UNIQ--ref-00000024-QINU`"'
4. ↑  Stéphane Sarrazin a tým Venturi vyhráli závod, ale po něm obdrželi trest přičtení 49 sekund k výslednému času za překročení maximálního povoleného výkonu.'"`UNIQ--ref-00000026-QINU`"'

### Pořadí jezdců
Body se udělují dle uvedeného schématu prvním 10 jezdcům v každém závodě, dále jezdci na pole position a jezdci, který zajede nejrychlejší kolo závodu.
| Pořadí v cíli | 1. | 2. | 3. | 4. | 5. | 6. | 7. | 8. | 9. | 10. | Pole position | Nejrychlejší kolo |
| Body          | 25 | 18 | 15 | 12 | 10 | 8  | 6  | 4  | 2  | 1   | 3             | 2                 |

| Poř. | Jezdec                 | PEK  | PUT  | PDE  | BUE | MIA  | LBH  | MCO  | BER | MSC | LON  | LON | Body |
| ---- | ---------------------- | ---- | ---- | ---- | --- | ---- | ---- | ---- | --- | --- | ---- | --- | ---- |
| 1    | Nelson Piquet Jr.      | 8    | Ret  | 2    | 3   | 5    | 1F   | 3F   | 4F  | 1F  | 5F   | 7F  | 144  |
| 2    | Sébastien Buemi        | Ret  | 3    | 1    | Ret | 13   | 4    | 1    | 2F  | 9F  | 1    | 5F  | 143  |
| 3    | Lucas di Grassi        | 1F   | 2    | 3    | Ret | 9    | 3    | 2    | DSQ | 2F  | 4    | 6   | 133  |
| 4    | Jérôme d'Ambrosio      | 6    | 5    | 8    | 14  | 4    | 6    | 5    | 1   | 11  | 2    | 2   | 113  |
| 5    | Sam Bird               | 3    | 1    | Ret  | 7   | 8    | RetF | 4    | 8   | Ret | 6    | 1   | 103  |
| 6    | Nico Prost             | 12†  | 4    | 7    | 2   | 1    | 14   | 6    | 10  | 8   | 7    | 10  | 88   |
| 7    | Jean-Éric Vergne       |      |      | 14†F | 6F  | 18†F | 2F   | RetF | 7   | 4   | 3    | 16† | 70   |
| 8    | António Félix da Costa |      | 8    | Ret  | 1   | 6    | 7    | 9    | 11  | 7   |      |     | 51   |
| 9    | Loïc Duval             |      |      |      |     | 7    | 9    | Ret  | 3   | 15  | 8    | 3   | 42   |
| 10   | Bruno Senna            | RetF | 14†F | 6    | 5F  | RetF | 5    | Ret  | 17  | 16  | 16   | 4   | 40   |
| 11   | Daniel Abt             | 10   | 10   | 15   | 13† | 3    | 15   | Ret  | 14  | 5   | Ret  | 11  | 32   |
| 12   | Nick Heidfeld          | 13†  | DSQF | 10F  | 8F  | 12   | 11   | 10   | 5   | 3   | 13   | Ret | 31   |
| 13   | Jaime Alguersuari      | 11   | 9    | 5    | 4   | 11   | 8    | Ret  | 12  | 13  |      |     | 30   |
| 14   | Stéphane Sarrazin      | 9    | 12   | Ret  | 10  | Ret  | 10   | 7    | 6   | 14  | 10   | 15  | 22   |
| 15   | Scott Speed            |      |      |      |     | 2    | Ret  | 12   | 13  |     |      |     | 18   |
| 16   | Franck Montagny        | 2    | DSQ  |      |     |      |      |      |     |     |      |     | 18   |
| 17   | Karun Chandhok         | 5    | 6    | 13   | Ret | 14   | 12   | 13   | 18  | 12  | 12   | 13  | 18   |
| 18   | Charles Pic            | 4    |      |      |     | 17   | 16   | 8    | 15F |     |      |     | 16   |
| 19   | Oriol Servià           | 7    | 7    | 9    | 9   |      |      |      |     |     |      |     | 16   |
| 20   | Jarno Trulli           | Ret  | 16   | 4    | Ret | 15   | Ret  | 11   | 19† | 18† | 15   | Ret | 15   |
| 21   | Salvador Durán         |      |      | 16F  | DSQ | 10F  | Ret  | RetF | 16  | 6   | 17   | 8   | 13   |
| 22   | Oliver Turvey          |      |      |      |     |      |      |      |     |     | 9F   | 9F  | 4    |
| 23   | Vitantonio Liuzzi      |      |      |      |     | 16   | 13   | NC   | 9   | 17  |      |     | 2    |
| 24   | Takuma Sató            | Ret  |      |      |     |      |      |      |     |     |      |     | 2    |
| 25   | Justin Wilson          |      |      |      |     |      |      |      |     | 10  |      |     | 1    |
| 26   | Tung Che-pin           | 16   | 11   |      | 11  |      |      |      |     |     |      |     | 0    |
| 27   | Simona de Silvestro    |      |      |      |     |      |      |      |     |     | 11   | 12  | 0    |
| 28   | Antonio García         |      |      | 11   |     |      |      |      |     | 19  |      |     | 0    |
| 29   | Michela Cerruti        | 14   | Ret  | 12   | Ret |      |      |      |     |     |      |     | 0    |
| 30   | Marco Andretti         |      |      |      | 12  |      |      |      |     |     |      |     | 0    |
| 31   | Matthew Brabham        |      | 13   | Ret  |     |      |      |      |     |     |      |     | 0    |
| 32   | Fabio Leimer           |      |      |      |     |      |      |      |     |     | 14   | Ret | 0    |
| 33   | Alex Fontana           |      |      |      |     |      |      |      |     |     | Ret  | 14  | 0    |
| 34   | Katherine Legge        | 15F  | 15F  |      |     |      |      |      |     |     |      |     | 0    |
| 35   | Sakon Jamamoto         |      |      |      |     |      |      |      |     |     | RetF | Ret | 0    |
| Poř. | Jezdec                 | PEK  | PUT  | PDE  | BUE | MIA  | LBH  | MCO  | BER | MSC | LON  | LON | Body |

| Legenda k tabulce | Legenda k tabulce                                                                       |
| Barva             | Výsledek                                                                                |
| ----------------- | --------------------------------------------------------------------------------------- |
| Zlatá             | Vítěz                                                                                   |
| Stříbrná          | 2. místo                                                                                |
| Bronzová          | 3. místo                                                                                |
| Zelená            | Bodované umístění                                                                       |
| Modrá             | Nebodované umístění                                                                     |
| Modrá             | Dokončil neklasifikován (NC)                                                            |
| Fialová           | Odstoupil (Ret)                                                                         |
| Červená           | Nekvalifikoval se (DNQ)                                                                 |
| Červená           | Nepředkvalifikoval se (DNPQ)                                                            |
| Černá             | Diskvalifikován (DSQ)                                                                   |
| Bílá              | Nestartoval (DNS)                                                                       |
| Bílá              | Závod zrušen (C)                                                                        |
| Světle modrá      | Pouze trénoval (PO)                                                                     |
| Světle modrá      | Páteční testovací jezdec (TD)                                                           |
| Bez barvy         | Netrénoval (DNP)                                                                        |
| Bez barvy         | Vyřazen (EX)                                                                            |
| Bez barvy         | Nepřijel (DNA)                                                                          |
| Bez barvy         | Odvolal účast (WD)                                                                      |
| Bez barvy         | Nezúčastnil se (prázdné)                                                                |
| Označení          | Význam                                                                                  |
| Tučnost           | Pole position                                                                           |
| Kurzíva           | Nejrychlejší kolo                                                                       |
| †                 | Jezdec nedojel do cíle, ale byl klasifikován, protože odjel více než 90 % délky závodu. |
| ‡                 | Byl udělován poloviční počet bodů, protože bylo odjeto méně než 75 % délky závodu.      |
| Horní index       | Umístění bodujících jezdců ve sprintu                                                   |

### Pořadí týmů
| Poř. | Tým                | No. | PEK  | PUT  | PDE  | BUE | MIA  | LBH  | MCO  | BER | MSC | LON  | LON | Body |
| ---- | ------------------ | --- | ---- | ---- | ---- | --- | ---- | ---- | ---- | --- | --- | ---- | --- | ---- |
| 1    | e.dams Renault     | 8   | 12†  | 4    | 7    | 2   | 1    | 14   | 6    | 10  | 8   | 7    | 10  | 232  |
| 1    | e.dams Renault     | 9   | Ret  | 3    | 1    | Ret | 13   | 4    | 1    | 2F  | 9F  | 1    | 5F  | 232  |
| 2    | Dragon Racing      | 6   | 7    | 7    | 9    | 9   | 7    | 9    | Ret  | 3   | 15  | 8    | 3   | 171  |
| 2    | Dragon Racing      | 7   | 6    | 5    | 8    | 14  | 4    | 6    | 5    | 1   | 11  | 2    | 2   | 171  |
| 3    | Audi Sport ABT     | 11  | 1F   | 2    | 3    | Ret | 9    | 3    | 2    | DSQ | 2F  | 4    | 6   | 165  |
| 3    | Audi Sport ABT     | 66  | 10   | 10   | 15   | 13† | 3    | 15   | Ret  | 14  | 5   | Ret  | 11  | 165  |
| 4    | NEXTEV TCR         | 88  | 16   | 11   | 11   | 11  | 17   | 16   | 8    | 15F | 19  | 9F   | 9F  | 152  |
| 4    | NEXTEV TCR         | 99  | 8    | Ret  | 2    | 3   | 5    | 1F   | 3F   | 4F  | 1F  | 5F   | 7F  | 152  |
| 5    | Virgin Racing      | 2   | 3    | 1    | Ret  | 7   | 8    | RetF | 4    | 8   | Ret | 6    | 1   | 133  |
| 5    | Virgin Racing      | 3   | 11   | 9    | 5    | 4   | 11   | 8    | Ret  | 12  | 13  | 14   | Ret | 133  |
| 6    | Andretti Autosport | 27  | 2    | DSQ  | 14†F | 6F  | 18†F | 2F   | RetF | 7   | 4   | 3    | 16† | 119  |
| 6    | Andretti Autosport | 28  | 4    | 13   | Ret  | 12  | 2    | Ret  | 12   | 13  | 10  | 11   | 12  | 119  |
| 7    | Amlin Aguri        | 55  | Ret  | 8    | Ret  | 1   | 6    | 7    | 9    | 11  | 7   | RetF | Ret | 66   |
| 7    | Amlin Aguri        | 77  | 15F  | 15F  | 16F  | DSQ | 10F  | Ret  | RetF | 16  | 6   | 17   | 8   | 66   |
| 8    | Mahindra Racing    | 5   | 5    | 6    | 13   | Ret | 14   | 12   | 13   | 18  | 12  | 12   | 13  | 58   |
| 8    | Mahindra Racing    | 21  | RetF | 14†F | 6    | 5F  | RetF | 5    | Ret  | 17  | 16  | 16   | 4   | 58   |
| 9    | Venturi            | 23  | 13†  | DSQF | 10F  | 8F  | 12   | 11   | 10   | 5   | 3   | 13   | Ret | 53   |
| 9    | Venturi            | 30  | 9    | 12   | Ret  | 10  | Ret  | 10   | 7    | 6   | 14  | 10   | 15  | 53   |
| 10   | Trulli             | 10  | Ret  | 16   | 4    | Ret | 15   | Ret  | 11   | 19† | 18† | 15   | Ret | 17   |
| 10   | Trulli             | 18  | 14   | Ret  | 12   | Ret | 16   | 13   | NC   | 9   | 17  | Ret  | 14  | 17   |
| Poř. | Tým                | No. | PEK  | PUT  | PDE  | BUE | MIA  | LBH  | MCO  | BER | MSC | LON  | LON | Body |

| Legenda k tabulce | Legenda k tabulce                                                                       |
| Barva             | Výsledek                                                                                |
| ----------------- | --------------------------------------------------------------------------------------- |
| Zlatá             | Vítěz                                                                                   |
| Stříbrná          | 2. místo                                                                                |
| Bronzová          | 3. místo                                                                                |
| Zelená            | Bodované umístění                                                                       |
| Modrá             | Nebodované umístění                                                                     |
| Modrá             | Dokončil neklasifikován (NC)                                                            |
| Fialová           | Odstoupil (Ret)                                                                         |
| Červená           | Nekvalifikoval se (DNQ)                                                                 |
| Červená           | Nepředkvalifikoval se (DNPQ)                                                            |
| Černá             | Diskvalifikován (DSQ)                                                                   |
| Bílá              | Nestartoval (DNS)                                                                       |
| Bílá              | Závod zrušen (C)                                                                        |
| Světle modrá      | Pouze trénoval (PO)                                                                     |
| Světle modrá      | Páteční testovací jezdec (TD)                                                           |
| Bez barvy         | Netrénoval (DNP)                                                                        |
| Bez barvy         | Vyřazen (EX)                                                                            |
| Bez barvy         | Nepřijel (DNA)                                                                          |
| Bez barvy         | Odvolal účast (WD)                                                                      |
| Bez barvy         | Nezúčastnil se (prázdné)                                                                |
| Označení          | Význam                                                                                  |
| Tučnost           | Pole position                                                                           |
| Kurzíva           | Nejrychlejší kolo                                                                       |
| †                 | Jezdec nedojel do cíle, ale byl klasifikován, protože odjel více než 90 % délky závodu. |
| ‡                 | Byl udělován poloviční počet bodů, protože bylo odjeto méně než 75 % délky závodu.      |
| Horní index       | Umístění bodujících jezdců ve sprintu                                                   |